# Zdrobnělina
Deminutivum (v češtině zřídka diminutivum, také zdrobnělina, slovo zdrobnělé, v souvislosti se jmény též jméno zdrobnělé:s.125) je slovo s významem zdrobnělým (ve srovnání s neutrálním slovem příbuzným), často doprovázeným pozitivními konotacemi.:s.25
Opakem deminutiv (slov zdrobnělých) jsou augmentativa (slova zveličelá).:s.19, 25

## Substantiva
Předmětem zdrobňování jsou nejčastěji substantiva. Deminutiva pak jsou desubstantivní odvozeniny, jejichž sufix je nositelem významového znaku menšího rozměru nebo pragmatického rysu hodnocení (častěji pozitivního než negativního).:s.125 Význam pouze emocionální, nikoliv kvantitativní (menší) mají deminutiva jako tatínek, maminka, pivečko nebo sluníčko.:s.301 V některých případech se jedná pouze o formální deminutivum, a výsledné slovo má jiný význam (voda – vodka); přípony, které se používají pro vytváření deminutiv, se používají také pro tvoření slov
Na rozdíl od němčiny, ve které přidáním deminutivní přípony -chen nebo -lein vzniká vždy neutrum, čeština obvykle zachovává rod základového substantiva. Zdrobněliny, u nichž dochází ke změně rodu, jsou spíše výjimečné (květ - kvítko, dveře - dvířka).:s.125:s.300
Nejrozšířenější českou deminutivní příponou je -(e)k (s pohybným e), u maskulin je častá přípona -ík. Tyto přípony vytváří deminutiva 1. stupně. Některá slova tvoří deminutiva 2. stupně (strom – stromek – stromeček) a příležitostně i dalších; některá substantiva jsou schopna tvořit deminutiva pouze 1. stupně (zajíc – zajíček), nebo pouze 2. stupně (duše – dušička).:s.300–301 Pro vytváření deminutiv 2. stupně slouží především přípony -eč(e)k, -íč(e)k, které ve středním rodě mají podobu -ečko, -ičko; pro ženský rod je repertoár bohatší: -ečka, -ička, -ěnka, -inka.
Při připojení deminutivní přípony dochází často k dloužení nebo krácení předchozí slabiky (hrad > hrádek, vůz > vozík, kráva > kravka, mísa > miska, hrouda > hrudka) a palatalizaci (plocha > ploška, noha > nožka, klika > klička, čepice > čepička). Proto lze přinejmenším některé přípony deminutiv 2. stupně považovat za mechanickou dvojí aplikaci téže přípony (strom+ek > stromek, stromek+ek > stromeček).
Zdrobněliny se v češtině vytvářejí častěji od substantiv konkrétních než abstraktních a jen zřídka od vzorů předseda a soudce. Někdy zdrobněle vytvořené slovo získá samostatný význam - ručička (hodin), víčko (oka), párek, bratřík. Některé zdrobněliny vytvořené od stejného slova mají různý význam - chlap - chlápek, chlapík, houba - hubka, houbička, důl – důlek, dolík, dolíček. Získání nového významu je běžné v biologické taxonomii – tetřev – tetřívek, výr - výreček. Někdy se zdrobňovací význam téměř ztratí a deminutivum je v podstatě synonymní vůči svému základu - srna - srnka, kniha - knížka, svíce - svíčka, kanár - kanárek.
Ve srovnání s češtinou bohatší možnosti tvoření zdrobnělých substantiv má například slovenština. Od základového slova dub se tam odvozují deminutiva dubec, dúbok, dúbôčik, dubkáčik, zatímco čeština disponuje pouze deminutivy doubek, doubeček.
Podobně široký inventář zdrobnělin jako čeština má nizozemština. V jiných germánských jazycích, například v angličtině je repertoár zdrobnělin daleko užší.
Podobu a funkci zdrobnělin mají i mnohé domácké podoby jmen.

## Adjektiva a adverbia
Někdy se za deminutiva paradoxně považují i adjektiva charakterizovaná „zvýšenou mírou vlastnosti“:s.177 (např. malinký).:s.25 Definici zdrobnělin odpovídají spíš adjektiva vyjadřující oslabení vlastnosti nebo směřování k vlastnosti (např. německá adjektiva ältlich, bläulich, rundlich nebo schwächlich).:s.233, 263 V tomto smyslu jsou deminutivy i česká adjektiva tvořená příponami -av(ý) (např. bělavý či hořkavý) a -iv(ý) (jako šedivý, prchlivý a lenivý), vyjadřující slabší intenzitu vlastnosti.
Obdobně jako přídavná jména se zdrobňují i příslovce: například lehounce vedle neutrálního lehce.

## Verba
Deminutivně chápaný děj (někdy doprovázený expresivním příznakem) v češtině pojmenovávají slovesa končící na -olit (např. mrholit nebo drmolit) a slovesa se sufixem -k- (např. tlapkat nebo hopkat), resp. jeho rozšířenou a intenzivnější variantou -ink- (např. spinkat nebo hajinkat).:s.192–196
V němčině je deminutivní význam spatřován u sloves jako hüsteln, kränkeln, lächeln nebo tänzeln.:s.173, 350